# Philippe Huppé
Philippe Huppé, né le 12 février 1968 à Mazamet (Tarn), est un homme politique et historien français du droit.
Il est député de la 5e circonscription de l'Hérault de 2017 à 2022 sous l'étiquette de La République en marche, élu avec 58,36 % des voix face au candidat du Front national. Philippe Huppé est membre de la commission des Affaires économiques.
Il a été maire de la commune d'Adissan (Hérault) de 2008 à 2017. Membre et ancien président depuis mai 2014 de la fédération héraultaise du Parti radical, il a été investi par l'UDI aux élections départementales de mars 2015 sur le canton de Clermont-l'Hérault.
Docteur en droit de l'Université Montpellier-I en 1995 et titulaire d'un certificat d'aptitude à la profession d'avocat (CAPA), il est depuis 2002 historien et écrivain, auteur de plusieurs ouvrages spécialisés dans l'histoire du patrimoine de la région des hauts cantons de l'Hérault.
Philippe Huppé est président de l'association Ville et Métiers d'Art  depuis le 20 juillet 2016.

## Biographie
Né dans le sud du Tarn, à Mazamet, Philippe Huppé grandit à Antibes, dans les Alpes-Maritimes et dans l'Hérault, où il passe la plupart de ses vacances auprès de sa famille maternelle. Il s'inscrit en 1986 au lycée de la Trinité à Béziers pour y passer son baccalauréat. Il s'attache alors à la région biterroise, qu'il ne quitte plus. Intéressé par l'histoire locale, il rédige par la suite des ouvrages sur l'histoire des hauts-cantons de l'Hérault.
Son baccalauréat obtenu, Philippe Huppé entame des études de droit à la faculté de droit de Montpellier. Il se spécialise dans l'histoire du droit : tant son mémoire de DEA que sa thèse de doctorat portent sur l'évolution des relations entre l'avocat et son client[réf. souhaitée].
Il commence à enseigner l'histoire du droit en tant qu'assistant de Georges Frêche à la faculté de droit de Montpellier et de Nîmes. Il enseigne en parallèle la culture générale à l'IPAG de Montpellier.
À partir de 2002, il quitte la faculté pour se consacrer à l'écriture de livres d'histoire au travers de romans et de monographies. Il effectue des recherches sur le Moyen Âge et l'architecture castrale. Il se spécialise progressivement dans l'héraldique de l'Hérault, les plafonds peints ou encore dans le parcours des personnalités qui ont marqué l'histoire locale.

Blason de la ville d'Adissan, dont Philippe Huppé fut le maire entre 2008 et 2017

Il s'engage dans la vie politique en 2008, année où il est élu maire de la commune d'Adissan, dans l'Hérault. La même année, il est élu conseiller communautaire auprès de la Communauté d'agglomération Hérault Méditerranée, où il devient en 2009 vice-président chargé du tourisme, de la rénovation des centres anciens et des métiers d'art. Il rejoint  l'association Ville et Métiers d'Art, dont il est entre 2011 et 2016 le vice-président délégué pour la région Languedoc-Roussillon. Il est élu président de l'Association nationale de Ville et Métiers d'Art en 2016, en remplacement d'Alain Vogel-Singer, maire de Pézenas. Il rédige en 2012 deux ouvrages sur les métiers d'art de la région d'Agde et de Pézenas.
Président de la fédération du Parti radical de l'Hérault, il se présente en 2015 aux élections départementales sous l'étiquette UDI.
En 2017, il soutient le candidat à l’élection présidentielle Alain Juppé lors des primaires de "les républicains".
Philippe Huppé se présente aux élections législatives de 2017 sous l'étiquette LaREM. Il est élu député de la 5e circonscription de l'Hérault le 18 juin 2017.
Le 9 décembre 2017, il participe au 117e congrès du Parti radical, qui acte la réunification du Parti radical de gauche et du Parti radical valoisien, après 45 ans de scission,.
Philippe Huppé est nommé au printemps 2018 corapporteur de la mission d'information commune sur l'évaluation de la loi dite « Macron » d'août 2015. En binôme avec le député Daniel Fasquelle, il est missionné plus particulièrement pour évaluer les dispositions de la loi relatives au travail dominical, à l'encadrement des plateformes de réservation de logements touristiques en ligne, au commerce équitable et aux procédures de l'Autorité de la Concurrence. Le rapport parlementaire d'évaluation de la loi est rendu public le 28 novembre 2018, et contient des propositions pour répondre aux faiblesses constatées, notamment l'extension à l'ensemble de Paris intra-muros d'une unique Zone Touristique Internationale (ZTI) censée apporter plus de cohérence, de lisibilité et de justice entre les commerçants, l’établissement d’un mécanisme de régulation de l’achat des mots-clés destiné à éviter l’abus de position dominante sur internet, ou encore la limitation dans le temps (5 ans) des arrêtés préfectoraux d’ouverture dominicale des commerces. 
En juin 2018, Philippe Huppé est chargé par le Premier ministre Édouard Philippe de rédiger un rapport pour préserver et développer les métiers d'art et du patrimoine vivant. Ce rapport a été remis au Premier ministre le 11 décembre 2018. Parmi les 22 propositions, il préconise notamment la création d'un nouvel opérateur chargé de l'excellence des savoir-faire français, regroupant les métiers d'art, la gestion du label Entreprise du Patrimoine Vivant mais également l'accompagnement des porteurs des projets d'Indication géographique. Pour cela, il propose de fusionner les deux organismes existants chargés du secteur, l'Institut National des Métiers d'Art et l'Institut Supérieur des Métiers. Des propositions sont faites sur le développement et le soutien effectif aux métiers d'art et du patrimoine vivant, en plaçant les territoires au cœur de la stratégie et en repensant la formation pour ces professions.

## Mandats électoraux et fonctions
Mandats parlementaires :
- Député LaREM de la 5e circonscription de l'Hérault du 18 juin 2017 au 21 juin 2022. Par décret du 12 juin 2018[19] il est chargé d'une mission temporaire ayant pour objet la formulation de propositions permettant de préserver et de développer en France les métiers d'art et du patrimoine vivant.

Mandats locaux :
- Maire d'Adissan : 16 mars 2008 - 17 juillet 2017 ;
- Membre du Conseil Municipal d'Adissan : 16 mars 2008[20] - 25 juin 2019 ;
- Membre de la Communauté d'Agglomération Hérault Méditerranée (2018-2019) ; Vice-Président entre 2009 et 2014, délégué aux Métiers d'Art.

Autres fonctions :
- Président de Ville et Métiers d'Art[21] ;
- Coprésident de l'ANEV (Association Nationale des élus de la vigne et du vin)[22]. À ce titre, il prend position pour défendre la filière viticole française face aux vins espagnols[23], et obtient du gouvernement en novembre 2019 l'abandon de l'initiative « mois sans alcool »[24], ce qui suscite une polémique[25],[26] ;
- Coprésident du groupe d'étude parlementaire « Inondations, risques naturels et calamités agricoles »[27].
- Vice-Président des groupes d'étude parlementaires :
  - Commerce, artisanat et métiers d'art
  - Thermalisme
- Membre des groupes d'étude parlementaires :
  - Alimentation et santé
  - Chasse et territoires
  - Eau et biodiversité
  - Enjeux de la ruralité
  - Forêt, bois, meubles et ameublement
  - Impact des changements climatiques
  - Langues et cultures régionales
  - Montagne
  - Patrimoine
  - Vigne, vin et œnologie
  - Villes moyennes
  - Voies navigables et transports multimodaux – canaux
- Membre du Conseil National de la Montagne
- Membre titulaire de la Conférence sur la ruralité
- Membre du Conseil d'orientation du programme Action Cœur de Ville[28]
- Membre de la mission d’information commune sur le suivi de la stratégie de sortie du glyphosate
- Membre de la mission d'information commune sur l'évaluation de loi n° 2015-990 du 6 août 2015 pour la croissance, l'activité et l'égalité des chances économiques, dite « Loi Macron »[29]
- Membre des groupes d'amitié parlementaires France-Canada, France-Québec, France-Liban, France-Espagne et France-Maroc[30]
- Membre de la Commission Régionale du Patrimoine et des Sites
- Membre du Comité local des abattoirs de boucherie du département l'Hérault (CLA: Comité Local Abattoir): depuis 2017
- Premier Vice-Président de l'Office de tourisme intercommunal de Pézenas Val d'Hérault[31]  de 2010 à 2014
- Vice-Président du Sitcom Agde-Pézenas[32] de 2014 à 2017, représentant de l'agglomération de 2017 à 2019
- Vice-Président du SIEVH[33] de 2014 à 2017
- Membre du CDG34[34]  de 2014 à 2019
- Membre  de la commission de la coopération intercommunale du département de l'Hérault.